# Roberto Casati
Roberto Casati est un philosophe italien, né le 9 novembre 1961 à Milan.
Directeur de recherches au CNRS, Institut Jean Nicod, Paris (en 2013). - Assistant de philosophie à l'Université de Neuchâtel (1991-1994). - A été professeur au Département de psychologie à l'Université d'Arizona, Tucson.

## Biographie
Il a obtenu un diplôme en philosophie du langage à l'université de Milan en 1985 avec Andrea Bonomi, sous la direction duquel il a obtenu un doctorat en philosophie en 1991. La même année, il a également obtenu un doctorat à l'université de Genève, sous la direction de Kevin Mulligan. Au cours de la même période, il publie La scoperta dell'ombra (Mondadori 2001), un livre qui lui vaut des prix littéraires.
Il travaille ensuite avec Achille Varzi de l'Université de Columbia sur la phénoménologie de l'espace et des objets : le travail, mené au Centre National de la Recherche Scientifique depuis 1993, analyse la représentation de ces deux éléments selon le sens commun.
Ses principales contributions comprennent la théorie de la philosophie en tant qu'art de la négociation conceptuelle ; la théorie "conversationnelle" des artefacts artistiques. Ses contributions à la métaphysique analytique comprennent : la théorie des sons en tant qu'événements localisés (avec J. Dokic), la théorie des régions spatiales immatérielles (avec A. Varzi), l'étude des structures partie/tout dans le domaine des objets matériels (avec A. Varzi), la théorie du "futur rétrécissant" dans la métaphysique du temps (avec G. Torrengo). Casati a étudié le phénomène perceptif des ombres et leur contribution à la reconstruction de scènes tridimensionnelles par la découverte de doubles dissociations dans la représentation des ombres (ombres correctes apparaissant fausses, ombres fausses apparaissant correctes), la découverte ou la prédiction de diverses illusions perceptives (l'illusion du "copycat", l'illusion de Lippi, l'illusion de l'ombre double, la capture d'ombre, le masquage d'ombre, les ombres d'objets non matériels). Une partie de ses recherches porte sur la manière dont les ombres sont représentées dans la peinture et utilisées pour le raisonnement géométrique, notamment en astronomie (La découverte de l'ombre, traduit en huit langues).
Un autre axe de recherche concerne les artefacts cognitifs. Les principaux résultats dans ce domaine sont la première et jusqu'à présent unique sémantique formelle pour les cartes, une syntaxe et une sémantique pour la notation musicale standard, la théorie des "micro-crédits" dans les publications scientifiques et une théorie générale des avantages cognitifs des artefacts représentationnels.
Sa première conférence sur la philosophie défend une conception de la philosophie comme l'art de la négociation conceptuelle. Il découle de cette thèse que la philosophie est répandue dans la société et la science même en dehors de sa sphère académique propre, qu'il n'y a pas de problèmes philosophiques en dehors du temps et de l'histoire, qu'il n'y a pas de canon philosophique ni de manière canonique d'enseigner la philosophie.

## Œuvres
- La découverte de l'ombre, Albin Michel, 2002.  (ISBN 9782226130754).
- 39 Petites histoires philosophiques d'une redoutable simplicité , Livre de poche, 2008.  (ISBN 9782253083900).
- Contre le colonialisme numérique, Albin Michel, 2013.  (ISBN 9782226246271).
- Philosophie de l'océan[1], PUF, 2022.  (ISBN 9782130842040).